# ОШ „Светозар Марковић” ИО Заступ
ОШ „Светозар Марковић” ИО Заступ је издвојено одељење ОШ „Светозар Марковић” из Бродарева, основана 1928. године. Школа у Заступу је организована одлуком Министарства просвете, када је одобрено да се села Заступ, Гостун и Баре издвоје из школске општине Бродарево и образује посебна општина са седиштем у Заступу и одлуком о отварању нове основне школе коју је донело Министарство просвете средином септембра исте године.
Преко својих представника становници наведених села су 26. маја 1927. године тражили од надзорника основних школа Среза милешевског да одобри оснивање посебне школске општине наводећи као главни разлог велику удаљеност села од Бродарева и да ће преко педесеторо деце похађати школу, да сва три села имају преко сто домова и преко двеста пореских глава. Према одлуци Министарства просвете школа је требало да има једно одељење са 48 ученика и најнужнији намештај. На списку ђака који је требало да похађају школу, у 1928/29. години, у првом разреду је било 24 ученика, у другом 15, у трећем 6 и у четвртом разреду 3 ученика, укупно је похађало 42 ученика.
Школа је почела рад у приватној згради Мијајила Драшковића, као привремено решење, а први учитељ је био Михаило Боричић, који је у овој школи радио и у наредној школској 1929/1930. години. Уписано је 46 ученика од чега 13 ученица. У наредној школској години наставу у први и трећи разред похађа 53 ученика. Од 1928. до 1941. године у школи је уписано око 750 ученика у свим разредима, са знатно већим бројем ученика од броја ученица. Школа је стално имала једно одељење у четири разреда. За време рата школа није радила и рад је обновљен у другом полугодишту школске 1945/1946. године.
Школска зграда која је и данас у функцији изграђена је од 1951. до 1954. године. Након опремања једне учионице и канцеларије настава је организована у школској 1954/1955. години.